# Bussy-le-Château
Bussy-le-Château é uma comuna francesa na região administrativa do Grande Leste, no departamento de Marne. Estende-se por uma área de 23.93 km², e possui 173 habitantes, segundo o censo de 2018, com uma densidade de 7.2 hab/km².